# 부여교기
부여교기(扶餘翹岐 : ? ~ 677년)는 백제의 왕족이며, 무왕의 아들이자 의자왕의 이복 남동생이다.

## 생애
일본서기에는 642년 “백제 국왕의 어머니가 죽자 제왕자 교기와 동모매의 여자 4인, 내좌평 기미(岐味), 고위 가문의 40여 명을 섬으로 추방했다.”라고 기록되어 있다.
부여교기는 642년(의자왕 2) 정월에 어머니의 자매 4인과 내좌평(內佐平) 기미(岐味) 그리고 명망있는 자 40여 인과 더불어 섬으로 추방되었는데, 곧 왜로 건너가 아즈미(阿曇山背連)의 집에 머물렀다. 같은 해 4월에는 종자들과 왜국 고교쿠왕(皇極王)을 만나고, 며칠 뒤 우네비(畝傍)의 집에서 소가(蘇我) 대신을 만나 좋은 말 한 필과 철 20정을 받기도 하였다. 그리고 같은해 5월에 교기의 종자 한 명이 죽고 바로 다음날 아들 역시 사망하였는데, 두렵고 꺼리는 마음이 있어 상에는 참례하지 않고, 이틀 뒤 백제인 대정(大井)의 집으로 옮긴 뒤에 단지 사람을 보내어 죽은 아들을 석천(石川)에 장사지냈다. 또 같은 해 7월에는 백제에서 좌평 지적(智積) 등의 사신이 와서 일본 조정에서 베푼 연회가 끝난 뒤 문안하였다.

## 가계
- 부왕 : 무왕(武王)
- 적모 : 사택왕후(沙宅王后)
  - 왕자 : 부여교기(扶餘翹岐)

## 같이 보기
- 무왕
- 의자왕

## 참고 문헌
- 일본서기(日本書紀)